# Émilien Claude
Émilien Claude, född 13 juni 1999 i Épinal, är en fransk skidskytt. Hans bror Fabien är också skidskytt.

## Karriär
Émilien Claude debuterade i världscupen 2021. Han har totalt två pallplatser i världscupen vara en individuell andraplats.